# Anthony Bell
Anthony Bell (né en 25 octobre 1970) est un réalisateur américain spécialisé dans les films et les séries d'animation.

## Biographie
De 1990 à 1992, Bell travaille comme concepteur des personnages de la série Les Simpson pendant treize épisodes. Plus tard, il obtient son premier poste de réalisateur pour la série Les Razmoket, où il dirige un grand nombre d'épisodes. Dans le même temps, il a l'occasion de réaliser deux épisodes de La Famille Delajungle ainsi que trois épisodes de la série Ginger. Il continue son travail de réalisateur avec treize épisodes de la série Happily Ever After: Fairy Tales for Every Child, contant de petites histoires pour les enfants. Plus tard, il réalise trois épisodes de la série The Boondocks.
En 2010, Bell réalise son premier long-métrage d'animation, en collaboration avec Ben Gluck : Alpha et Oméga. Après ce film, qui est un succès commercial, il est annoncé comme réalisateur de Norm of the North avant d'être débarqué du projet en 2015, le film n'étant toujours pas sorti.

## Filmographie

### Séries télévisées d'animation
- 1990-1992 : Les Simpson (conception de personnages, 13 épisodes)
- Les Razmoket (réalisateur d'épisodes)
- La Famille Delajungle (réalisateur d'épisodes)
- Ginger (réalisateur d'épisodes)
- Happily Ever After: Fairy Tales for Every Child (réalisateur d'épisodes)
- The Boondocks (réalisateur d'épisodes)

### Longs métrages
- 2010 : Alpha et Oméga (réalisateur, avec Ben Gluck)

## Récompenses
En 2000, Anthony Bell et Libby Simon remportent un Certificat de mérite au Festival international du film de San Francisco, aux États-Unis, pour leur travail sur « The Bremen Town Musicians », troisième épisode de la sixième saison de la série Happily Ever After: Fairy Tales for Every Child. En 2003, Anthony Bell reçoit, en même temps que le reste de l'équipe, un Daytime Emmy dans la catégorie « Outstanding Children's Animated Program » lors de la cérémonie des Emmy Awards pour leur travail sur la série Les Razmoket.